# Jardinet de la Rue-des-Ursins
Jardinet de la Rue-des-Ursins (tj. zahrádka v ulici Rue des Ursins) je malý park v Paříži ve 4. obvodu. Byl založen roku 1993 a zabírá plochu 130 m2.

## Poloha
Park se nachází ve východní části ostrova Cité nedaleko katedrály Notre-Dame. Je umístěn na konci Rue des Ursins na severní straně ulice, mezi domem č. 4 a schodištěm spojujícím ulici a nábřeží. Rue des Ursins se nachází pod úrovní Quai aux Fleurs, takže i zahrada je pod úrovní chodníku a je opatřena zábradlím k ochraně chodců na nábřeží.

## Popis
Zahrada má plochu lichoběžníku o rozměrech 25 m délky a 7 m šířky o celkové rozloze 130 m2. Jedná se o jednu z nejmenších zahrad v Paříži (menší jsou pouze Jardin Pihet-Bellay a Jardin Alice-Saunier-Seïté).
Na zahradě se nacházejí dva květinové záhony uprostřed, dva podél zdi nábřeží a jeden u domu č. 4. Na východním konci zahrady je vysazen strom. U zdi podél Quai aux Fleurs se nachází funkční kašna. Jedná se o jednoduchou obdélníkovou nádrž napájenou dvěma hlavami tygrů.
Zahrada je chráněna nízkou zábradlím nejen na nábřeží, ale i ze strany Rue des Ursins a není tedy přístupná veřejnosti.